# تپه گیلدیرتپه سی
تپه گیلدیرتپه سی مربوط به عصر آهن - دوره سلوکیان دوره اشکانیان است و در شهرستان ماه نشان، بخش انگوران، دهستان انگوران، روستای خاینیک، ۵۰۰ متری جنوب روستا واقع شده و این اثر در تاریخ ۲۵ آبان ۱۳۸۷ با شمارهٔ ثبت ۲۳۸۳۲ به‌عنوان یکی از آثار ملی ایران به ثبت رسیده است.